# 黑壯象鼻魚
黑壯象鼻魚，為輻鰭魚綱骨舌魚目象鼻魚科的其中一種。分布於非洲西部的淡水流域，棲息於水底，具有發電器官，用來偵測獵物，體長可達13公分。